# Atlántida Sport Club
L'Atlántida Sport Club è una società calcistica di Barrio Obrero (un quartiere di Asunción), in Paraguay, fondata nel 1906. Milita nella divisione inferiore del campionato nazionale. I colori principali della squadra sono il nero e il blu, ormai da tanti anni.

## Palmarès

### Competizioni nazionali
- División Intermedia: 2

1927, 1951

### Altri piazzamenti
- Campionato paraguaiano:

Secondo posto: 1910, 1911, 1936